# Quán, Liêu Thành
Quán hay Quan (chữ Hán giản thể: 冠县, âm Hán Việt: Quán huyện hay Quan huyện) là một huyện thuộc địa cấp thị Liêu Thành, tỉnh Sơn Đông, Cộng hòa Nhân dân Trung Hoa. Huyện có diện tích 1163 km², dân số năm 2001 là 730.000 người. Huyện Quán được chia thành 7 trấn và 10 hương.
- Trấn: Quán Thành, Thanh Thủy, Liêu Lâm, Cổ, Tang A, Đông Cổ Thành, Bắc Quán Đào.
- Hương: Tà Điếm, Lương Đường, Yên Trang, Tân Tập, Phạm Trại, Tam Ốc, Điếm Tử, Vạn Thiện, Định Viễn Trại, Cam Quan Truân.